# Филип Голиков
Филѝп Ива̀нович Го̀ликов (на руски: Филѝпп Ива̀нович Го̀ликов) е съветски военен деятел, маршал на Съветския съюз (6 май 1961).

## Биография
Роден е на 16 юли 1900 г., в семейството на селяните Иван Николаевич и Вася Василиевна Голикови.
През 1918 г. постъпва в редовете на РКП(б) и Червената армия. Участва в Гражданската война в Русия, в съставите на доброволческия 1-ви селски комунистически стрелкови полк „Червени орли“ (Красные орлы) и на 10-и Московски стрелкови полк от Специалната бригада от 3-та армия на Източния фронт. Завършва военно-агитаторски курсове в Петроград през 1919 г.
От август същата година е инструктор-организатор на политическия отдел на 51-ва стрелкова дивизия. След Гражданската война е на партийно-политическа работа до 1931 г., а после е на командни длъжности – командир на 95-и стрелкови полк от 32-ра стрелкова дивизия (1931 – 1933), командир на 61-ва стрелкова дивизия от Приволжкия военен окръг (1933 – 1936), командир на 8-а отделна механизирана бригада (1936 – 1937) и командир на 45-и механизиран корпус от Киевския военен окръг (1937 – 1938).
Голиков задочно завършва Военната академия на РККА през 1933 г.
От 1938 г. е член на Военния съвет на Беларуския военен окръг. От ноември същата година е главнокомандващ на Виницката армейска група войски на Киевския специален военен окръг. През 1939 г., като командир на 6-а армия, участва в навлизането на съветски войски в Западна Украйна.
От юли 1940 г. Голиков е заместник-началник на Генералния щаб и началник на Главното разузнавателно управление. Във връзка с нападението на Нацистка Германия над СССР и загубата на предавателния център в Минск Голиков е изпратен в Лондон с основна задача да възстанови връзката с европейските резиденти.
От октомври 1941 г. командва 10-а, а от февруари 1942 г. – 4-та ударна армия. От април е командващ войските на Брянския, а през юли 1942 и от октомври 1942 до март 1943 г. – на Воронежкия фронт. В периода август-октомври 1942 г. командва 1-ва гвардейска армия и е заместник-командир на Югозападния (Сталинградски) фронт.
От април 1943 г. Голиков е заместник-министър на отбраната на СССР, отговарящ за кадрите, а от май същата година е началник на Главното кадрово управление към Министерството на отбраната. Едновременно с това от октомври 1944 г. е пълномощник на Съвета на народните комисари (правителството) на СССР по делата за репатриране на съветски граждани.
В периода 1950 – 1956 г. Голиков командва отделна механизирана армия. От 1956 до 1958 г. е началник на Военната академия за бронетанкови и механизирани войски. През 1958 – 1962 г. е началник на Главното политическо управление на Съветската армия и Военноморския флот на СССР. На 6 май 1961 г. Филип Голиков е произведен в звание маршал на Съветския съюз. Член е на ЦК на КПСС от 1961 до 1966 г.
Умира в Москва на 29 юли 1980 г.

## Награди
- 4 ордена „Ленин“
- 4 ордена „Червено знаме“
- Орден „Октомврийска революция“
- Орден „Суворов“ – I степен
- Орден „Кутузов“ – I степен
- 2 ордена „Червена звезда“
- Орден „За служба на Родината във въоръжените сили на СССР“ – III степен
- Чуждестранни ордени, медали, почетно оръжие